# Oodnadatta Track
De Oodnadatta Track is een onverharde weg tussen Marree en Marla in Australië. De weg doorkruist het droogste gebied van Zuid-Australië en passeert Oodnadatta en het zuidelijke deel van het Eyremeer.
Traditioneel gezien is de weg een Aboriginalhandelsroute. Langs de weg bevinden zich een aantal bronnen, die water krijgen uit het Groot Artesisch Bekken. De bekendste bron is die nabij Coward Springs. Later werd deze route, vanwege de aanwezigheid van dit water, gekozen voor de Central Australian Railway, de oorspronkelijke route van The Ghan. Overblijfselen van de spoorlijn en telegraafstations zijn nog steeds te zien langs de weg. Heden ten dage volgt de Oodnadatta Track de route van de voormalige spoorlijn en is toegankelijk voor de meeste voertuigen, alhoewel een vierwielaangedreven voertuig de voorkeur heeft.

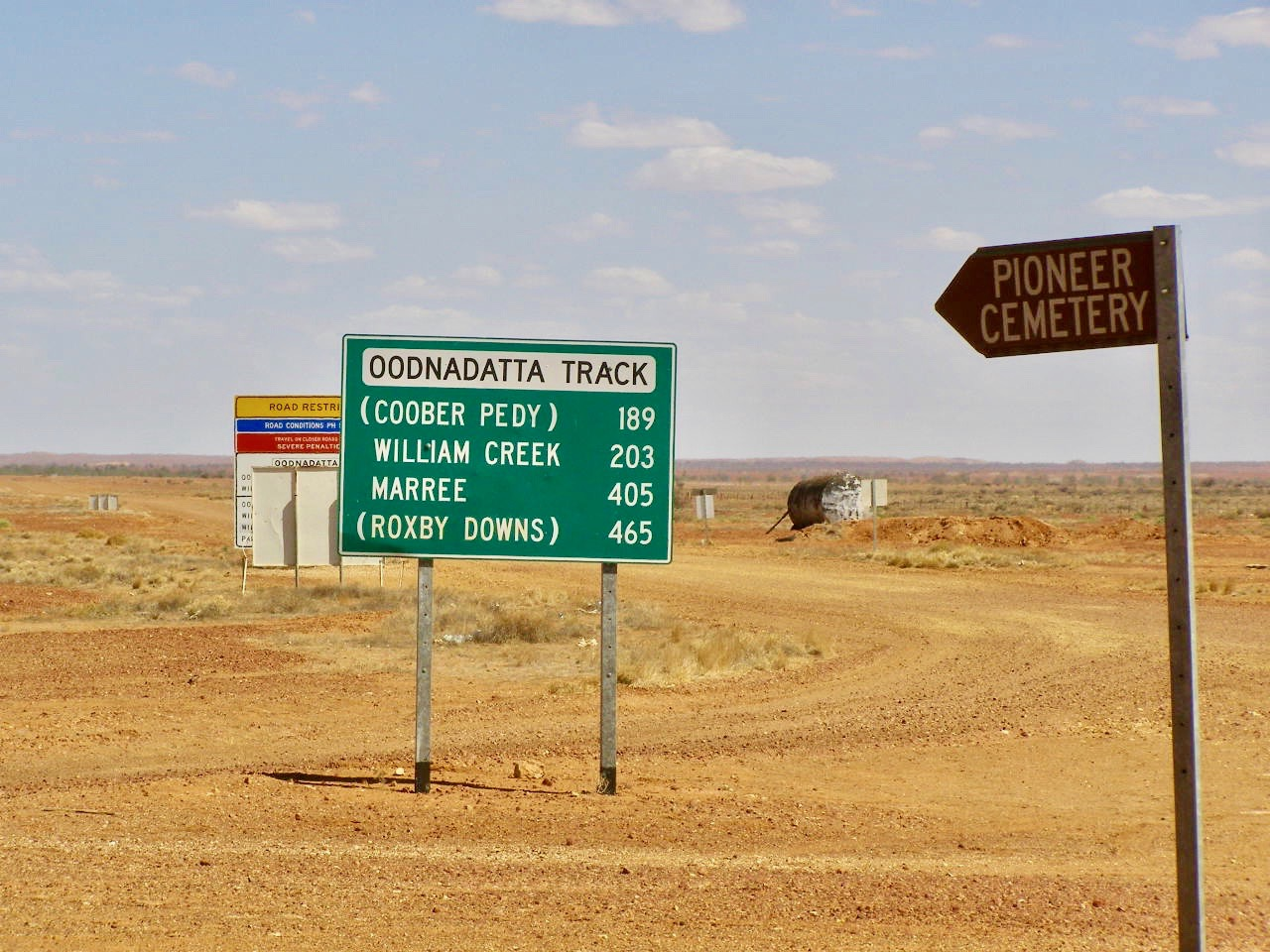
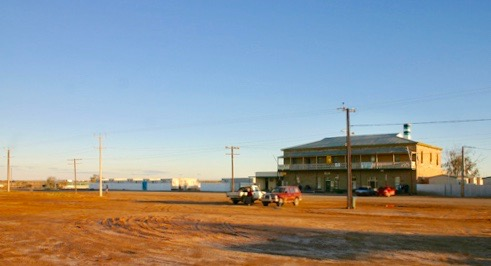
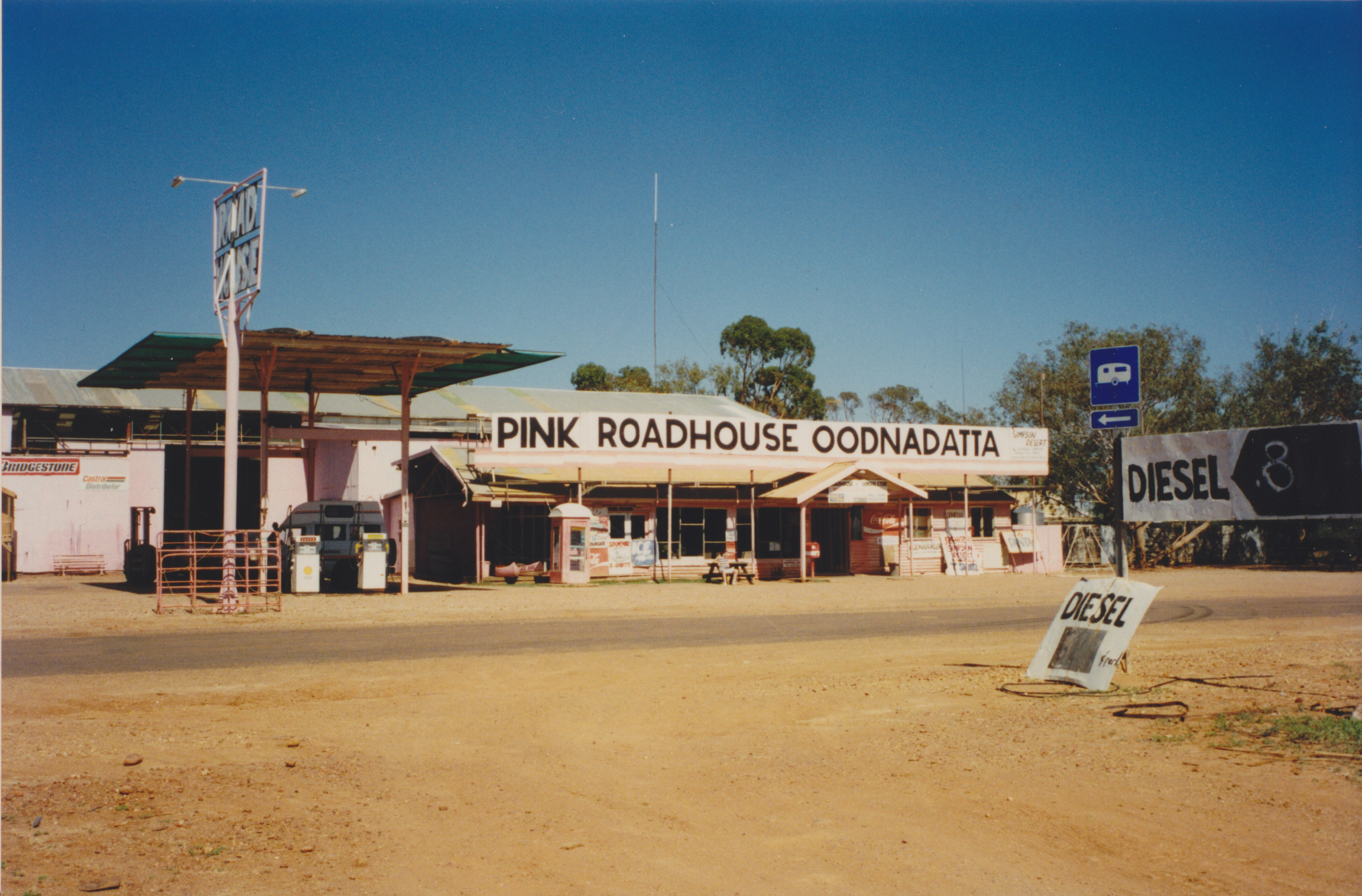
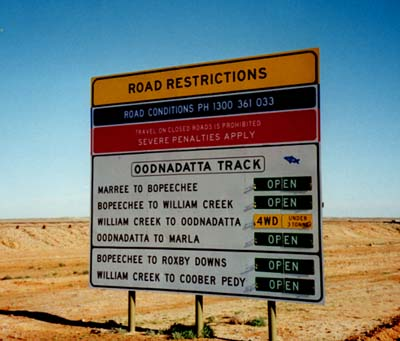